# Mark Sanford
Marshall Clement "Mark" Sanford, Jr. (Fort Lauderdale, Florida, 28 de mayo de 1960) es un político estadounidense, miembro del Partido Republicano. Representante de los Estados Unidos por el 1° Distrito congresional de Carolina del Sur de 1995 a 2001 y posteriormente de 2013 a 2019. Ejerció como Gobernador de Carolina del Sur entre 2003 y 2011. El 8 de septiembre de 2019 anunció su candidatura para buscar la nominación republicana para las elecciones presidenciales de Estados Unidos de 2020.

## Desaparición e infidelidad
El 24 de junio de 2009, Sanford llegó a Atlanta a través del Aeropuerto Internacional Hartsfield-Jackson, a las 5:43 en el vuelo 110 de Delta Air Lines de Buenos Aires, Argentina.
Varias horas después de volver a los Estados Unidos, Sanford llevó a cabo una rueda de prensa, donde admitió haberle sido infiel a su esposa.
Él les dijo a los reporteros que había desarrollado una relación con una mujer argentina que había conocido hacía alrededor de ocho años, y que la relación había dado un giro romántico alrededor de un año antes. La esposa de Sanford se había enterado de las infidelidades con alrededor de cinco meses de antemano, y los dos habían buscado asesoramiento matrimonial. Ella dijo que ella había pedido separación provisoria cerca de dos semanas antes de su desaparición.
El 25 de junio, La Nación, un periódico de Buenos Aires, identificó a la mujer argentina como María Belén Chapur, divorciada de 43 años, madre de dos y que habla cuatro idiomas. Chapur vive en el barrio porteño de Palermo y trabaja como corredora de materia para la firma agrícola internacional, Bunge & Born.
En 2012 anuncia su compromiso con María Belén Chapur.
El 2 de abril de 2013 ganó las elecciones  primarias del partido republicano para ser representante en la cámara baja del Congreso por el Distrito 1 de Carolina del Sur.